# Kraftwerk Rosenheim
Das Kraftwerk Rosenheim ist ein Laufwasserkraftwerk der österreichischen Verbund AG. Das Kraftwerk liegt am Inn in der Gemeinde Rohrdorf bei Rosenheim.
Das Wasserkraftwerk wurde 1957 bis 1960 von den Innwerken erbaut. Deren Nachfolger E.ON Wasserkraft GmbH verkaufte das Kraftwerk 2009 an die österreichische Verbund AG.
Die Anlage besteht aus einem dreifeldrigen Wehr auf der Westseite und dem Maschinenhaus mit drei Turbinen auf der Ostseite. Am Ostufer liegt die Schaltanlage zur Verbindung des Kraftwerks mit dem Stromnetz. Die Engpassleistung von 35 MW wird bei einem Durchfluss von 500 m³/s erreicht.